# Tykadlovka Holboellova
Tykadlovka Holboellova (Ceratias holboelli) je ryba z řádu ďasů, která žije v mořích celého světa kromě arktických a antarktických oblastí v hloubce přes 400 metrů, byla zastižena až 4400 metrů pod hladinou. Bývá častou kořistí vorvaně obrovského.
Adaptací na prostředí afotické zóny je orgán zvaný esca, který díky přítomnosti speciálních bakterií vydává světlo. Bioluminiscence tykadlovkám slouží k lovu i k vyhledávání sexuálních partnerů.
Druh se vyznačuje mimořádnou mírou pohlavního dimorfismu: samice je až šedesátkrát delší a půlmilionkrát těžší než samec. Samice patří k největším hlubinným rybám, měří okolo tři čtvrtě metru (rekordní úlovek měl 127 cm), zatímco osaměle žijící samec měří jen 1,3 cm. Když samec vyhledá partnerku, zakousne se jí před spářením do těla, postupně redukuje své vnitřní orgány a propojí svůj krevní oběh s jejím. Díky této symbióze může samec dosáhnout délky až 16 cm.
Tykadlovka Holboellova dostala svůj druhový název podle dánského mořeplavce a přírodovědce Carla Petera Holbølla. Jako první ji vědecky popsal Henrik Nikolai Krøyer, proto se v angličtině nazývá „Krøyer's deep sea angler fish“. Teprve Charles Tate Regan v roce 1925 identifikoval samce a samice jako příslušníky stejného druhu.